# Cattedrale di Digne
La cattedrale di San Girolamo (in francese: cathédrale Saint-Jérôme de Digne) è il principale luogo di culto cattolico di Digne-les-Bains, nel dipartimento delle Alpi dell'Alta Provenza. La chiesa, sede del vescovo di Digne, è monumento storico di Francia dal 1906.